# Großsteingräber bei Neumühl
Die Großsteingräber bei Neumühl sind drei megalithische Grabanlagen der jungsteinzeitlichen Trichterbecherkultur bei Neumühl, einem Ortsteil von Gremersdorf-Buchholz im Landkreis Vorpommern-Rügen (Mecklenburg-Vorpommern).

## Lage
Die Gräber 1 und 2 befinden sich nordwestlich von Neumühl, beiderseits der Straße nach Grenzin. Grab 1 liegt knapp 200 m nördlich der Straße. Grab 2 liegt knapp 150 m südlich der Straße und 340 m südsüdöstlich von Grab 1. Grab 3 befindet sich 1 km östlich. 120 m südlich befindet sich ein bronzezeitlicher Grabhügel. Knapp 1,5 km nordnordöstlich von Grab 1 befindet sich das Großsteingrab Grenzin.

## Beschreibung

### Grab 1
Am Standort von Grab 1 liegen zahlreiche größere Steine um eine Baumgruppe. Es lässt sich jedoch nicht mehr bestimmen, welche zur Grabkammer gehörten und bei welchen es sich um Lesesteine handelt.

### Grab 2
Grab 2 besitzt eine nordwest-südöstlich orientierte Grabkammer. Erhalten sind noch zwei Wandsteine der südwestlichen Langseite, der südöstliche Abschlussstein sowie zwei Decksteine. Die Wandsteine sind alle nach außen geneigt. Der genaue Grabtyp ist nicht sicher bestimmbar. Aufgrund der Größe der Kammer kann es sich nur um einen Großdolmen oder ein Ganggrab gehandelt haben.

### Grab 3
Über Grab 3 liegen keine näheren Informationen vor.